# Georgetown, Luzerne County, Pennsylvania
Georgetown är en ort i Luzerne County i delstaten Pennsylvania, USA.